# 大方南站
大方南站，位于中华人民共和国贵州省毕节市大方县，是隆黄铁路上的火车站，建于2015年，2016年10月24日开通客运业务，由成都铁路局管辖，周邊有落腳河。

## 歷史
车站建于2015年，並於2016年10月24日開通客運業務。

## 外部連結
- 中国铁路客户服务中心（页面存档备份，存于）